# Rasul Salimov
Rasul Salimov (Selimov) (* 26. prosince 1981 Dagestán) je bývalý ruský zápasník–judista a sambista lezgské národnosti, který od roku 1998 reprezentoval Ázerbájdžán.

## Sportovní kariéra
Vrcholově se připravoval v Baku v klubu Attila pod vedením İbadulla Şahbanova. V ázerbájdžánské judistické reprezentaci se pohyboval od roku 1999 ve střední váze do 90 kg. V roce 2000 se kvalifikoval na olympijské hry v Sydney, kde vypadl ve druhém kole s Kanaďanem Keithem Morganem po dvaceti sekundách na ippon. Přes opravy se však probojoval do boje o třetí místo, ve kterém nestačil na Francouze Frédérica Demontfaucona a obsadil 5. místo. V dalších letech pokračoval v úspěšné sportovní kariéře, kterou předčasně ukončilo zranění ramene na mistrovství světa v Osace v roce 2003. V roce 2004 se pokusil o návrat, ale zranění si v přípravě na mistrovství Evropy v Bukurešti obnovil.

## Výsledky
| Turnaj             | 1998         | 1999         | 2000         | 2001         | 2002         | 2003         |
| Turnaj             | 17*          | 18*          | 19*          | 20*          | 21*          | 22*          |
| Turnaj             | střední váha | střední váha | střední váha | střední váha | střední váha | střední váha |
| ------------------ | ------------ | ------------ | ------------ | ------------ | ------------ | ------------ |
| Olympijské hry     |              |              | 5.           |              |              |              |
| Mistrovství světa  |              | úč.          |              | 3.           |              | úč.          |
| Mistrovství Evropy | —            | 3.           | 3.           | 2.           | 5.           | —            |
| MS juniorů         | —            |              | —            |              |              |              |
| ME juniorů         | 3.           | 3.           | —            |              |              |              |